# Nelmesia
Nelmesia  Van der Veken  é um género botânico pertencente à família Cyperaceae.
o gênero é composto por uma única espécie:

## Espécie
- Nelmesia melanostachya